# Peuvillers
Peuvillers és un municipi francès situat al departament del Mosa i a la regió del Gran Est. L'any 2018 tenia 58 habitants. Fins que pel Tractat dels Pirineus de 1659 Felip IV de Castella va cedir el «Luxemburg francès» al Regne de França, feia part del Ducat de Luxemburg.

## Demografia
El 2007 tenia encara 69 habitants en 25 famílies. Hi havia 34 habitatges, 25 eren l'habitatges principals de la família, 6 segones residències i 3 desocupats.

## Economia
El 2007 la població en edat de treballar era de 40 persones, 28 eren actives i 12 eren inactives. Hi havia una empresa de construcció i dues empreses de comerç i reparació d'automòbils. L'any 2000 hi havia quatre explotacions agrícoles que conreaven un total de 636 hectàrees.